# George Hale
George Ellery Hale (født 29. juni 1868, død 21. februar 1938) var en amerikansk astronom. I 1892 blev Hale ansat ved University of Chicago på betingelse af, at de lod bygge et stort observatorium til ham.